# Alepidea parva
Alepidea parva là một loài thực vật có hoa trong họ Hoa tán. Loài này được Compton mô tả khoa học đầu tiên năm 1967.